# Myosorex okuensis
Myosorex okuensis es una especie de musaraña de la familia soricidae.

## Distribución geográfica
Es endémica del Camerún.

## Hábitat
Su hábitat natural son: montañas húmedas subtropicales o tropicales.

## Estado de conservación
Se encuentra amenazada de extinción por la pérdida de su hábitat natural.